# Stadion der Weltjugend
Het Stadion der Weltjugend was een multifunctioneel stadion in de Oost-Berlijnse wijk Mitte. Het stadion werd op 20 mei 1950 geopend als Walter-Ulbricht-Stadion en vernoemd naar Walter Ulbricht, de secretaris-generaal van de communistische partij in de DDR, de SED. Het stadion werd geopend voor het eerste Deutschlandtreffen van de communistische jeugdbeweging Freie Deutsche Jugend.
Met een capaciteit van 70.000 toeschouwers was het stadion het grootste van Oost-Berlijn. In 1951 werden hier de bijeenkomsten voor het 3e wereldfestival voor jeugd en studenten gehouden. Hiervoor werden de tribunes verbouwd en opgehoogd met het puin van het Berliner Stadtschloss dat door de DDR was opgeblazen. In 1973 werd het stadion gerenoveerd ten behoeve van het 10e wereldfestival voor jeugd en studenten. Er kwamen meer zitplaatsen, waardoor de totale capaciteit terugliep naar 50.000 bezoekers. Het stadion kreeg toen de nieuwe naam 'Stadion der Weltjugend'.
Tot 1961 speelde de voetbalclub SC Dynamo Berlin hier zijn wedstrijden. In 1951 en van 1975 tot 1989 werd hier ook gestreden om de FDGB-Pokal. Het voetbalelftal van de DDR speelde hier 14 interlands. Het stadion werd ook gebruikt door Vorwärts Berlin, de voetbalclub van het leger van de DDR. Op 4 maart 1970 speelde Vorwärts Berlin hier op een nagenoeg onbespeelbaar veld de kwartfinale van de Europacup I tegen Feyenoord, die door Vorwärts met 1-0 gewonnen werd (Feyenoord won de return in Rotterdam met 2-0).
In 1992 werd het stadion afgebroken om plaats te maken voor een nieuw stadion met een capaciteit van ongeveer 15.000 toeschouwers voor de Olympische Zomerspelen van 2000. Toen Berlijn deze spelen niet kreeg werd in 2006 op deze plaats het nieuwe hoofdkantoor van de Bundesnachrichtendienst gebouwd.

## Interlands
Het voetbalelftal van de Duitse Democratische Republiek speelde dertien interlands in het Stadion der Weltjugend, het vroegere Walter Ulbricht Stadion.
| №                       | Datum                   | Wedstrijd                                          | Uitslag                 | Competitie              |
| Walter Ulbricht Stadion | Walter Ulbricht Stadion | Walter Ulbricht Stadion                            | Walter Ulbricht Stadion | Walter Ulbricht Stadion |
| ----------------------- | ----------------------- | -------------------------------------------------- | ----------------------- | ----------------------- |
| 1                       | 08.05.1954              | Duitse Democratische Republiek – Roemenië          | 0 – 1                   | Oefeninterland          |
| 2                       | 20.11.1955              | Duitse Democratische Republiek – Bulgarije         | 1 – 0                   | Oefeninterland          |
| 3                       | 10.03.1957              | Duitse Democratische Republiek – Luxemburg         | 3 – 0                   | Oefeninterland          |
| 4                       | 05.10.1958              | Duitse Democratische Republiek – Bulgarije         | 1 – 1                   | Oefeninterland          |
| 5                       | 21.06.1959              | Duitse Democratische Republiek – Portugal          | 0 – 2                   | EK-kwalificatie         |
| 6                       | 10.09.1961              | Duitse Democratische Republiek – Hongarije         | 2 – 3                   | WK-kwalificatie         |
| 7                       | 21.11.1962              | Duitse Democratische Republiek – Tsjecho-Slowakije | 2 – 1                   | EK-kwalificatie         |
| 8                       | 19.10.1963              | Duitse Democratische Republiek – Hongarije         | 1 – 2                   | EK-kwalificatie         |
| 9                       | 18.11.1967              | Duitse Democratische Republiek – Roemenië          | 1 – 0                   | OS-kwalificatie         |
| 10                      | 29.03.1969              | Duitse Democratische Republiek – Italië            | 2 – 2                   | WK-kwalificatie         |
| Stadion der Weltjugend  |                         |                                                    |                         |                         |
| 11                      | 07.09.1977              | Duitse Democratische Republiek – Schotland         | 1 – 0                   | Oefeninterland          |
| 12                      | 01.06.1979              | Duitse Democratische Republiek – Roemenië          | 1 – 0                   | Oefeninterland          |
| 13                      | 13.10.1979              | Duitse Democratische Republiek – Zwitserland       | 5 – 2                   | EK-kwalificatie         |